# Relations entre les Îles Marshall et Taïwan
Les relations entre les Îles Marshall et Taïwan désignent les relations internationales s'exerçant entre, d'une part, la république des Îles Marshall, et de l'autre, la république de Chine.
Chacun des deux États est représenté diplomatiquement par une ambassade auprès de l'autre.

## Relations diplomatiques
Le 25 octobre 1971, alors que les Îles Marshall ne sont pas encore membres de l'Organisation des Nations unies, étant donné leur statut de territoire non indépendant sous tutelle américaine des îles du Pacifique, la résolution 2758 de l'Assemblée générale des Nations unies, actant l'intégration de la république populaire de Chine aux Nations unies aux dépens de la république de Chine, est adoptée.

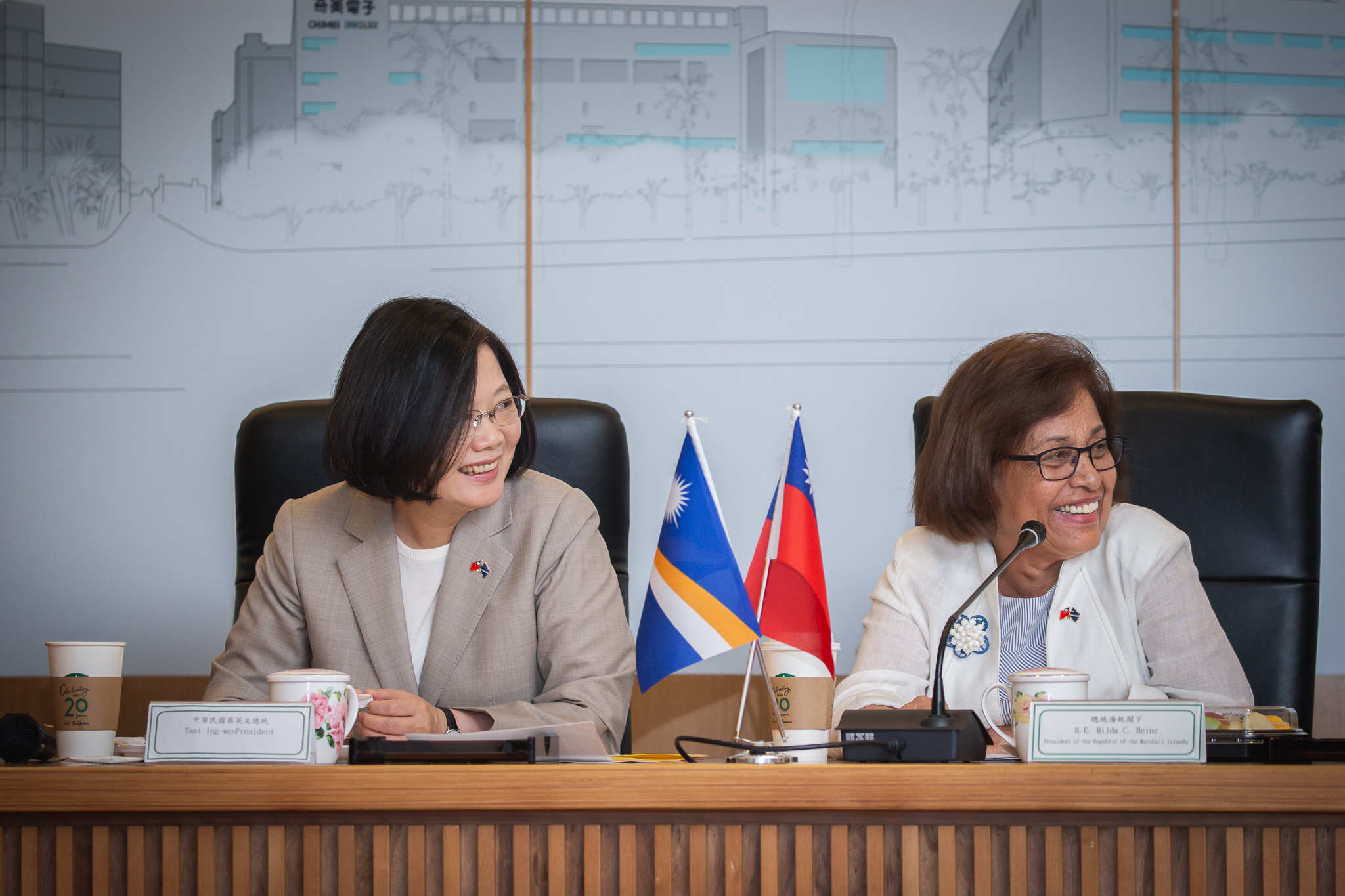
Rencontre entre la présidente taïwanaise Tsai Ing-wen et la présidente marshallaise Hilda Heine en 7 2018.

Alors que les Îles Marshall viennent de ratifier en 1979 leur constitution en vue d'une future indépendance, de premiers contacts sont formalisés avec la république de Chine la même année. Ils sont rompus en 1988, au profit de relations diplomatiques établies entre les Îles Marshall et la république populaire de Chine.
Les Îles Marshall et la république de Chine entretiennent des relations diplomatiques officielles à partir du 20 novembre 1998, à l'initiative du président Imata Kabua alors que la politique marshallaise traverse un épisode de tension et que les autorités taïwanaises offrent des aides financières. Bien que le président marshallais ambitionne de maintenir des relations diplomatiques avec les deux rives du détroit de Taïwan, les autorités de Pékin réagissent rapidement en mettant un terme à leurs relations.
Le 5 décembre 1998, la république de Chine ouvre une mission diplomatique aux Îles Marshall dans la capitale Majuro. Son homologue marshallaise à Taïwan est quant à elle ouverte en juillet 1999, accueillant un ambassadeur permanent à partir de mai 2002.